# Stylaster antillarum
Stylaster antillarum is een hydroïdpoliep uit de familie Stylasteridae. De poliep komt uit het geslacht Stylaster. Stylaster antillarum werd in 1982 voor het eerst wetenschappelijk beschreven door Zibrowius & Cairns. 